# Граф, Александр (архитектор)
Александр Граф (нем. Alexander Graf; 22 декабря 1856, Вена — 11 июня 1931, Вена) — австрийский архитектор периода позднего историзма.

## Биография

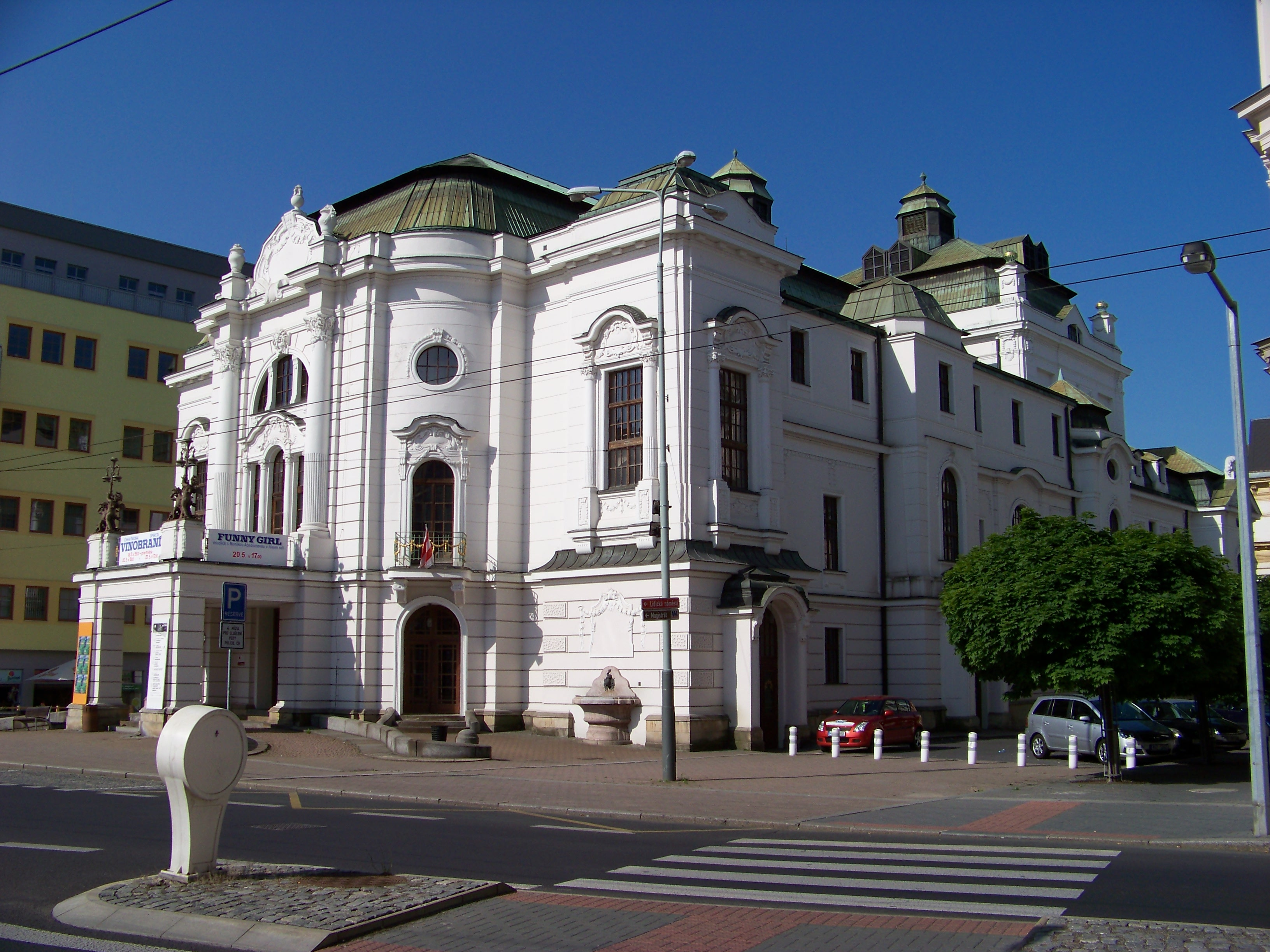
Городской театр в Усти, сегодня Усти-над-Лабем

Граф родился в 1856 году в семье венского кондитера Александра Графа и его жены Каролины С 1873 по 1881 год изучал архитектуру в Венском технологическом университете у Генриха Ферстеля и Карла Кенига .

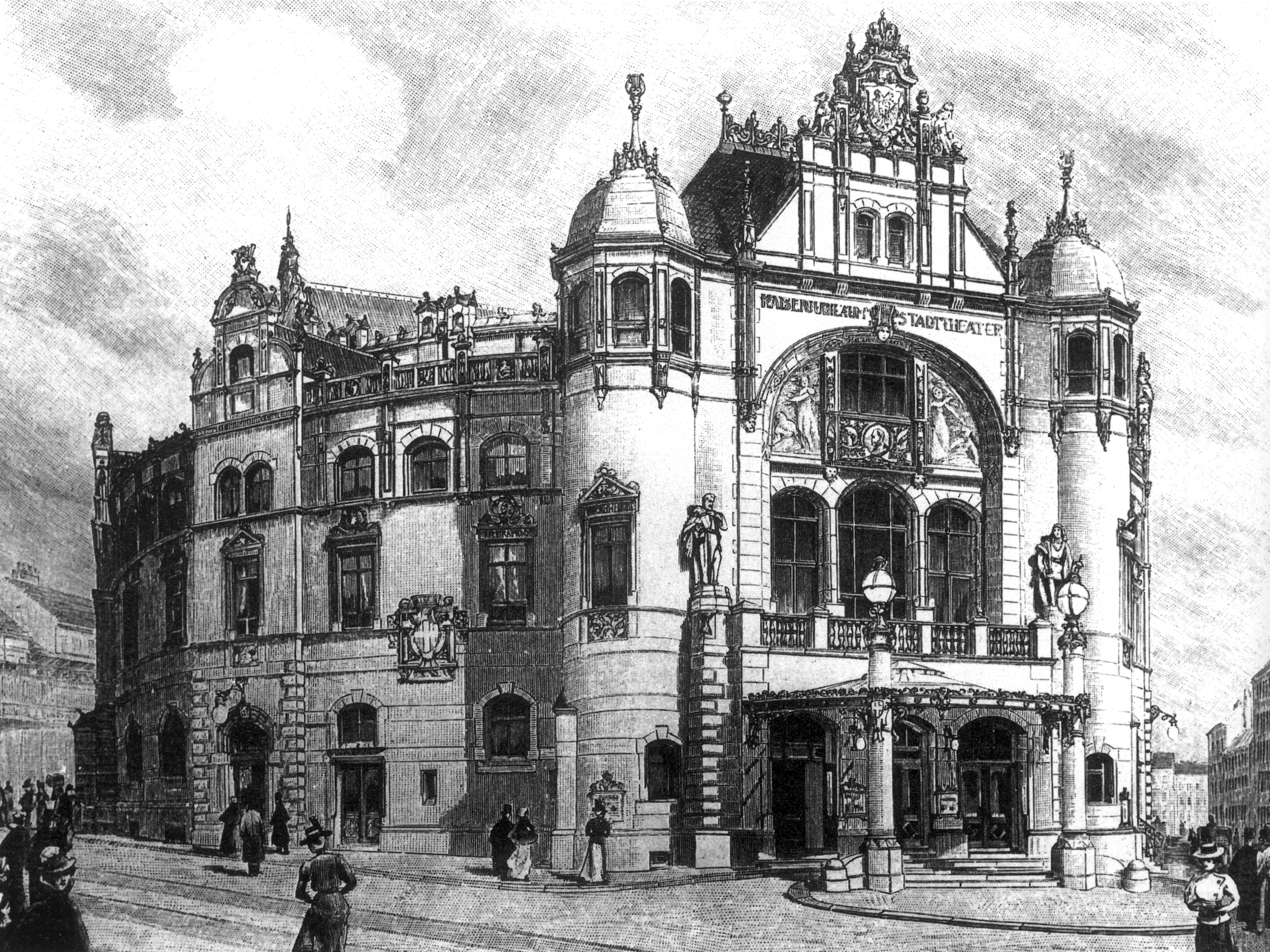
Юбилейный городской театр кайзера в «Leipziger Ilustrierte» (1899 г.)

С 1881 года работал архитектором в архитектурной компании Fellner &amp; Helmer, прежде чем поселиться в Вене в качестве индивидуального архитектора, после годовой учебной поездки в Италию в 1888 году. Первыми заказами были виллы и многоквартирные дома в Вене и Меране. Граф в своих работах руководствовался стилем позднего историзма. Он быстро приобрел известность после того, как ему было поручено построить Императорский юбилейный городской театр Вены (Народная опера Вены). Хотя жюри приняло решение в пользу проекта бывшего работодателя Графа, Fellner & Helmer, ассоциация, поручила Графу выполнение, хотя и при условии, что он будет работать со вторым архитектором. Граф выбрал бывшего сотрудника офиса Fellner & Helmer Франца Фрейхера фон Крауса. Дурная слава, связанная с комиссией, впоследствии помогла Графу получить заказы для ряда муниципальных театров в стиле необарокко, а также для жилых домов и вилл.
После Первой мировой войны Граф с трудом получал заказы, в следствии чего у него возникли финансовые трудности. Положение Графа улучшилось только тогда, когда муниципалитет Вены взял на себя строительство жилых домов в 1920-х годах. В 1924—1929 годах ему удалось построить три жилых дома для общины. В конце 1920-х Граф тяжело заболел и почти не мог работать. В письме от 1929 года в городской совет кооператив художников просил о предоставлении себе «постоянной льготы или почетной пенсии». Похоронен на Венском центральном кладбище в почетной могиле .

## Работы

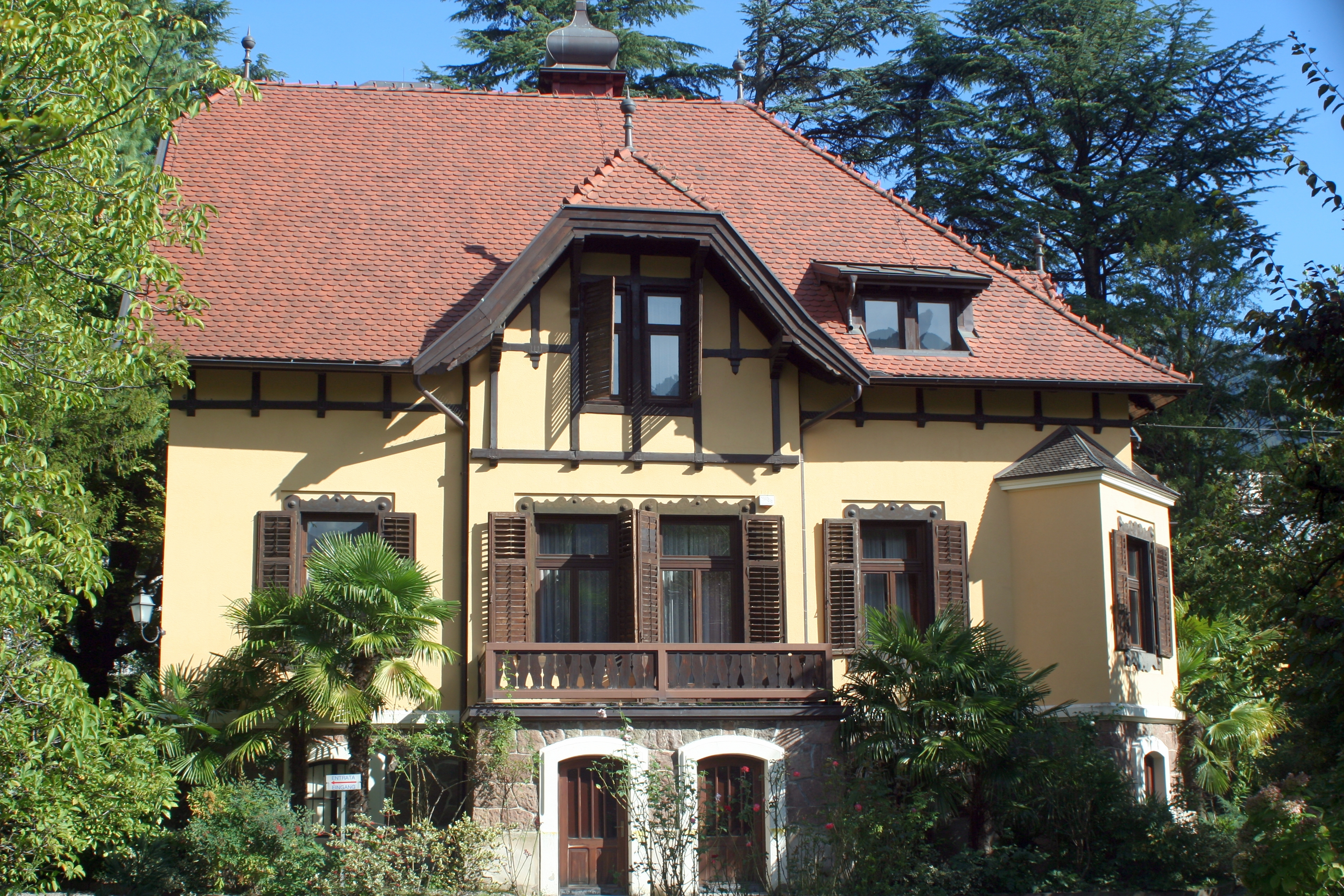
«Швальбенвилла» в Меране, позже переименованная в виллу Сан-Марко.

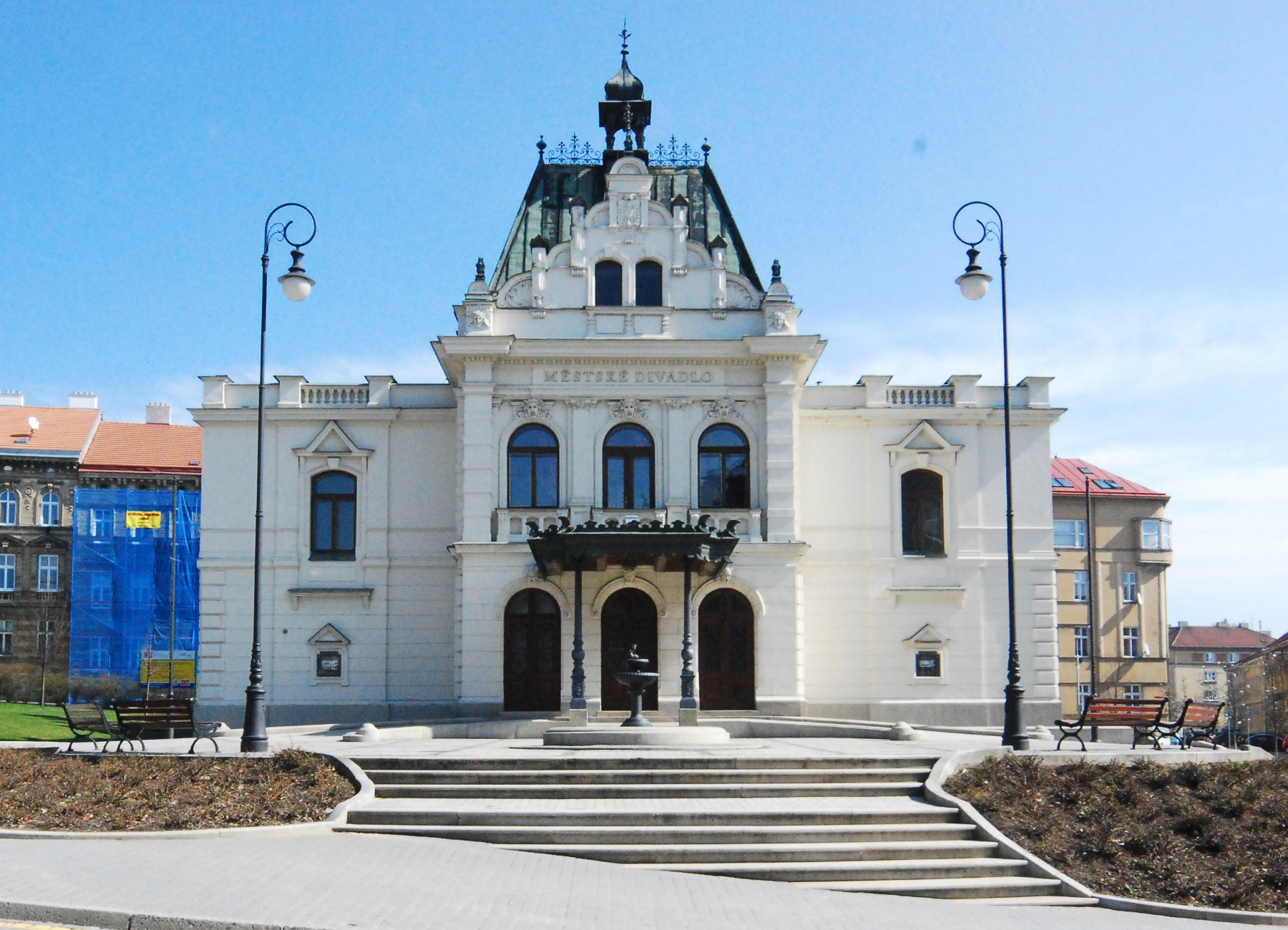
Городской театр в Зноймо (1900 г.)

- около 1893 г.: жилой дом, Вайзенхаусгассе, Вена (сегодня Больцмангассе; с Максом Шиндлером фон Куневале)
- 1893—1895: Вилла Ангерер, Angererweg 77, Пёрчах-ам-Вёртерзее
- около 1895 г.: кооператив венских сапожников, Флорианигассе, Вена.
- около 1895 г .: «Schwalbenvilla» для Розы Лонер, Меран- Унтермаис, Franz-Innerhofer-Straße 1
- 1898: Kaiser-Jubiläums Stadttheater, Währingerstraße 78, Вена (с Францем Краусом, сегодня Volksoper Wien; сильно модифицированный)
- 1902: жилое и коммерческое здание «Гласхюттенхоф», Лихтенштейнштрассе 22, Вена.
- 1906/07: Театр в Моравии-Острау, Моравия.
- около 1908 г.: Stadttheater Aussig, Богемия
- 1909—1911: Городской театр Любляны, Крайн.
- 1899—1900: Городской театр в Зноймо, Моравия.
- до 1910 года: Вилла Dr. А. Бёш, Billrothstrasse 73, Вена
- 1911—1912: Вилла, Хоккегассе, 91, Вена.
- 1924: Жилой дом, Тростштрассе 64-66, Вена (совместно с Клеменсом Каттнером)
- 1927: Жилой дом, Граумангассе 33, Вена (совместно с Хансом Зайтлем)
- 1929: Жилой дом, Weißgerberlände 24, Вена.

## Используемая литература
- Alexander Graf. In: Ulrich Thieme, Fred. C. Willis (Hrsg.): Allgemeines Lexikon der Bildenden Künstler von der Antike bis zur Gegenwart. Begründet von Ulrich Thieme und Felix Becker. Band 14: Giddens-Gress. E. A. Seemann, Leipzig 1921, S. 480 (Textarchiv — Internet Archive).
- Architekt Alexander Graf. In: Monatsschrift der Wiener Bauhütte, 1931, Nr. 6, Nr. 7